# AMG-0450
AMG-0450 é uma rodovia brasileira do estado de Minas Gerais, localizada na mesorregião do Campo das Vertentes. A rodovia, que é pavimentada e tem 6 km de extensão, integra o circuito turístico Trilha dos Inconfidentes e liga a rodovia federal BR-265 à sede do município de Tiradentes.